# Cathédrale Vieille de Plasencia
La cathédrale Vieille de Plasencia (en espagnol : catedral Antigua de Plasencia) ou cathédrale Sainte-Marie (catedral de Santa María) est une ancienne cathédrale de la ville de Plasencia, dans la communauté autonome d'Estremadure en Espagne.

## Description
Sa construction a commencé au XIIIe siècle jusqu'au XVe. Elle possède trois nefs et quatre travées avec une voûte croisée, œuvre de Gil de Císlar (ou Gil de Cuéllar). Dans son cloître rectangulaire d'inspiration cistercienne, on peut observer l'image de Sainte-Marie la Blanche, datée du XIIIe siècle.
Depuis son cloître, on peut accéder à la chapelle Saint-Paul, de style gothique avec des influences byzantines et orientales.
Dans la cathédrale se trouve un musée avec des collections picturales et des sculptures d'artistes espagnoles et flamands, comme Luis de Morales ou Gérard David. Elle possède également des ornements religieux et des objets de culte des XVe et XVIIe siècles.

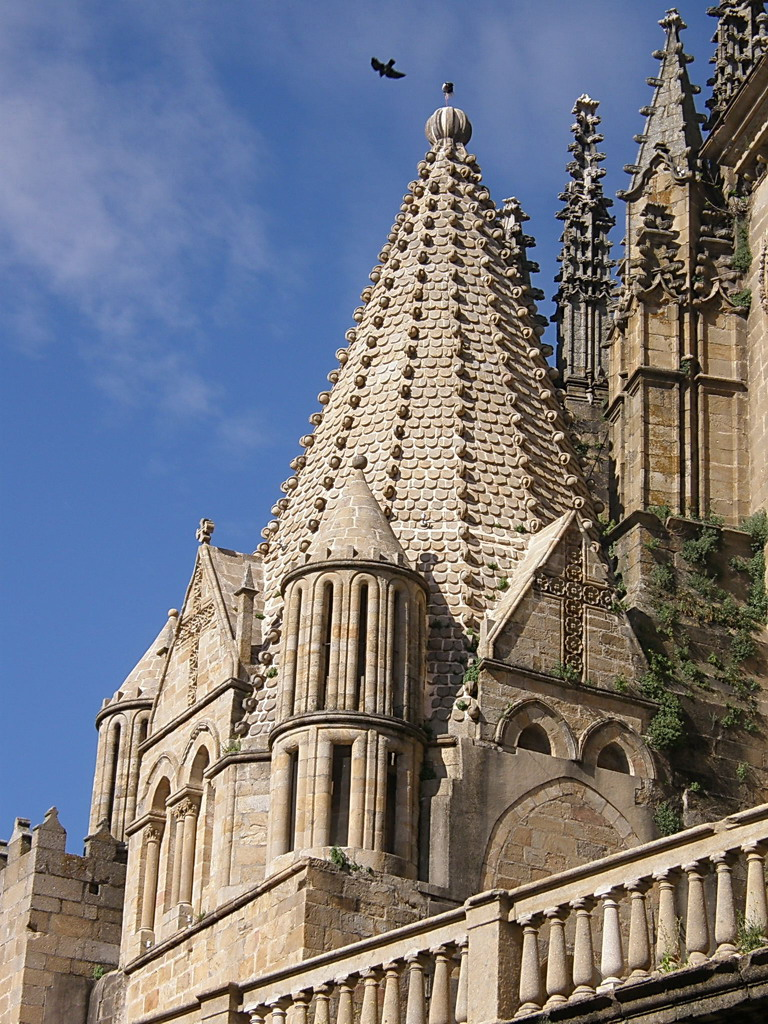
Coupole du Melon de l'ancienne salle capitulaire (XIIIe), style introduit en Espagne par la Via de la Plata.
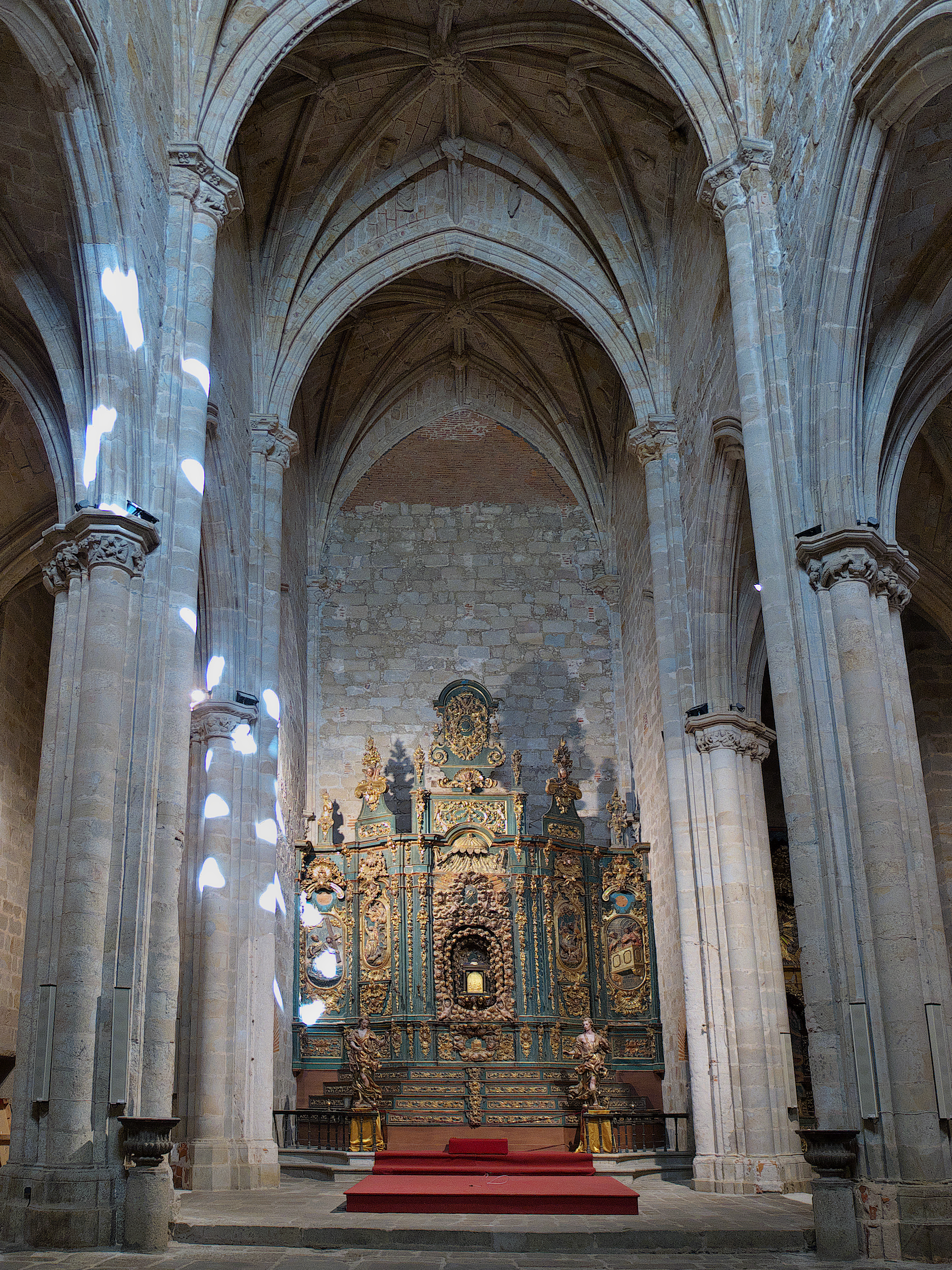
Le retable majeur.
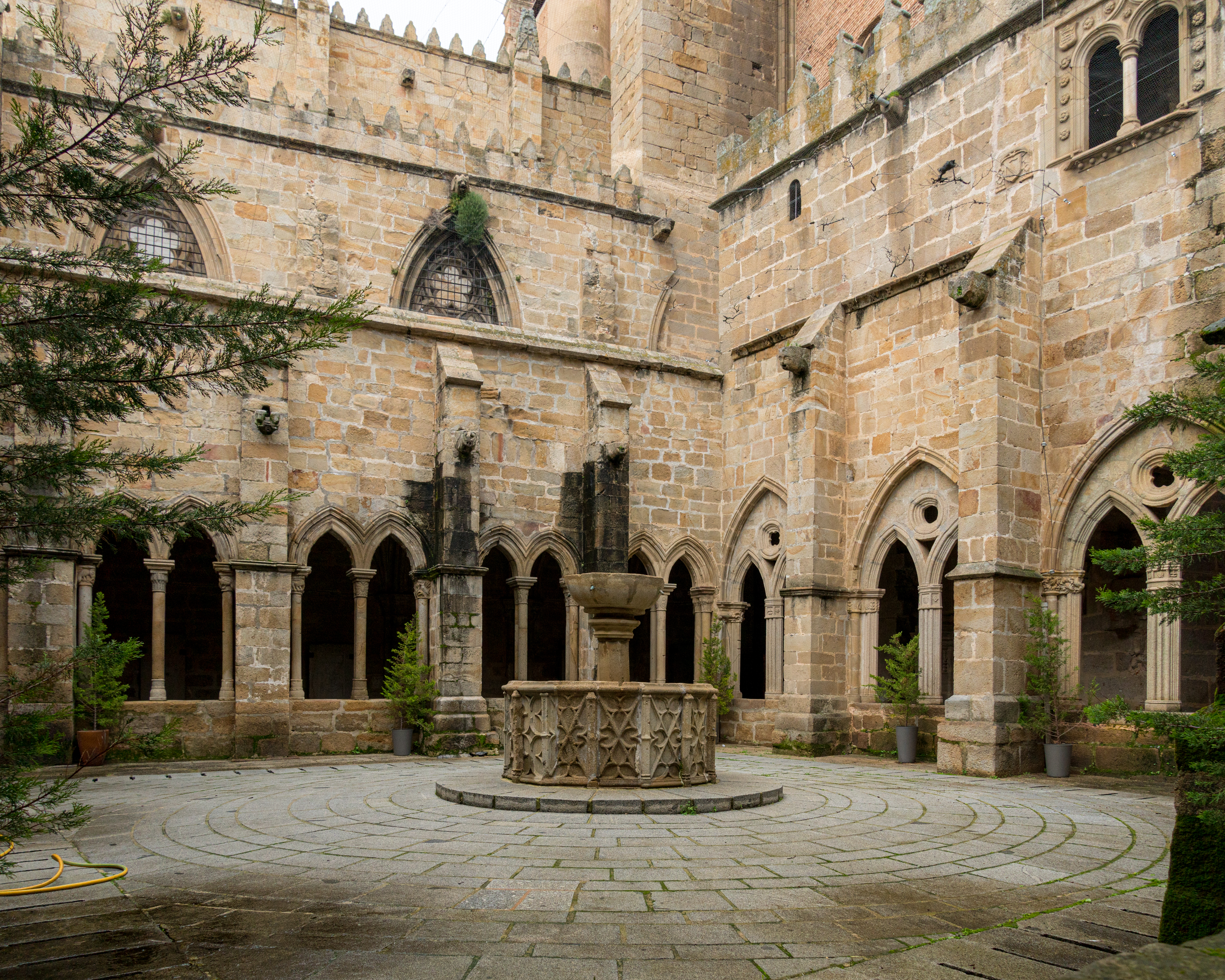
Le cloître.

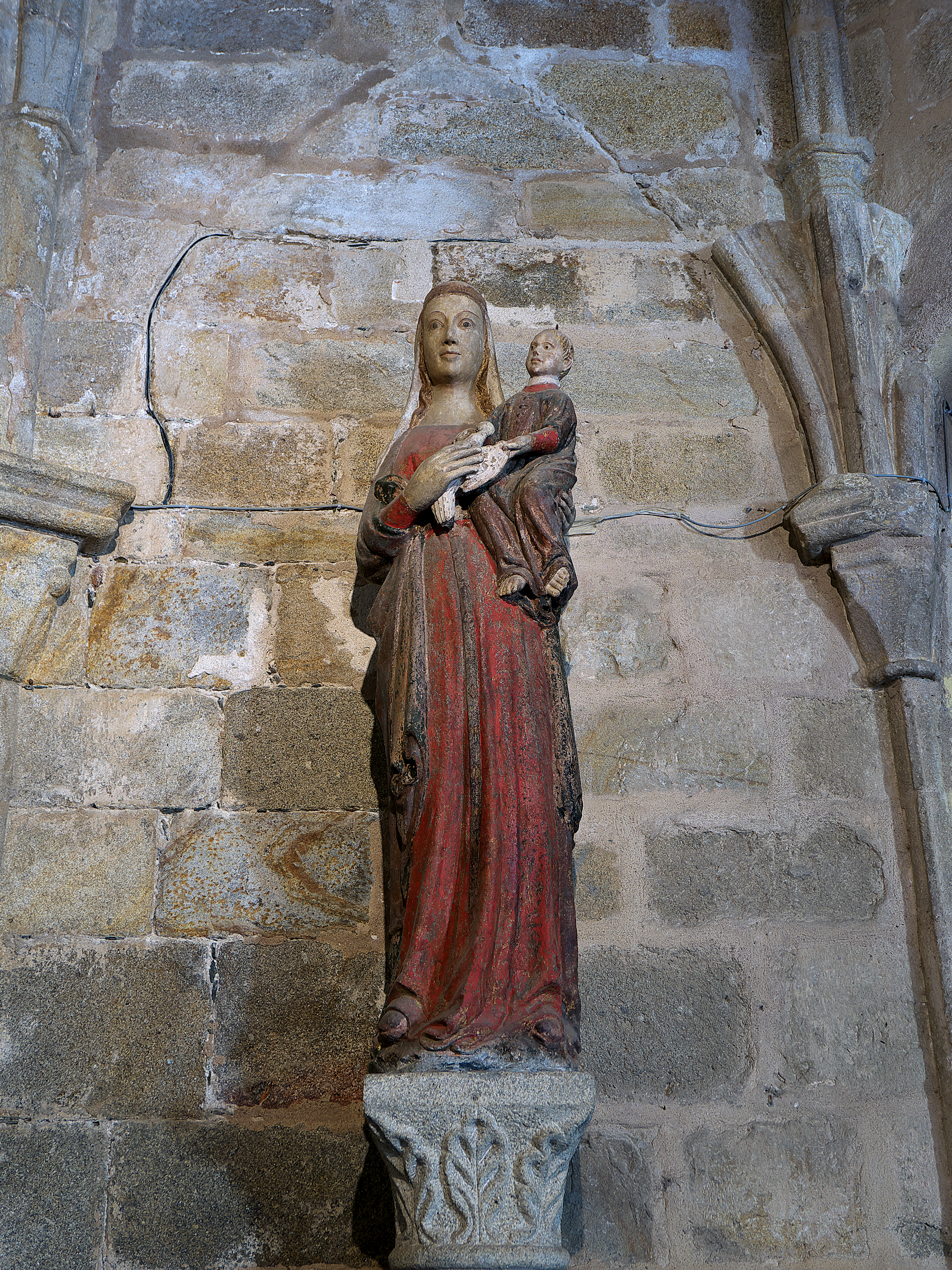
Vierge Blanche (XIIIe).
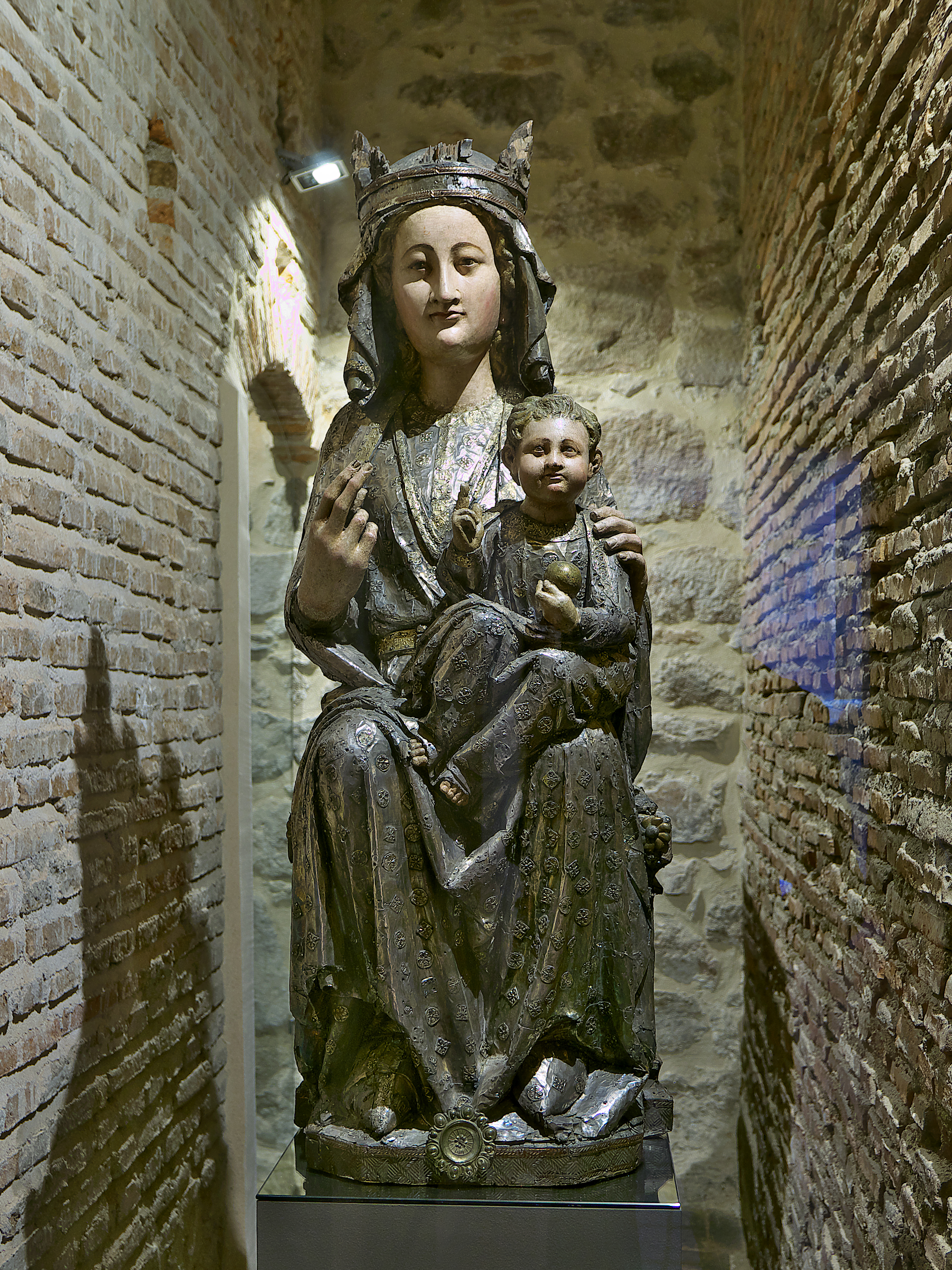
Virgen del Sagrario, Vierge en majesté du musée, bois polychrome argenté (seconde moitié du XIIIe).

## Source
- (es) Cet article est partiellement ou en totalité issu de l’article de Wikipédia en espagnol intitulé « Catedral Vieja de Plasencia » (voir la liste des auteurs).